# 林大居
林大居，广西省平南县新屋儿村人，太平天国人物，封敬王。
林大居与林大儒等早年参加拜上帝会。1849年12月，萧朝贵至其家，假托天兄下凡，传谕各男女都要遵守。1850年1月，萧朝贵又到平南花洲冲尾，在他家题诗，教众人“扶王遵条”。9月，萧朝贵与韦昌辉前往平南洪山，命林大居设法传话，让象州远方兄弟前来相见。金田起义，林大居全家相随。跟随太平军北上，进入天京。1855年，被封为真忠报国襄天侯。1860年，因为他是广西勋旧，进封义爵。第二年，封敬王，全称殿前刑部又正秋僚顶天扶朝纲敬王遂千岁。1862年2月，天王洪秀全命他和畏王秦日南捧圣诏三道、圣旗一面至安徽，问责英王陈玉成。因陈玉成退出太湖、失挂车河之约，以致章王林绍璋丢失桐城、庐江、无为、三河等处。
1864年6月，天京失陷。林大居逃回家乡平南县，最终病故。今林大居墓尚存，与太平天国补王莫仕葵的墓葬同为平南县文物保护单位。